# جاك شيبرد (ممثل)
جاك شيبرد (بالإنجليزية: Jack Shepherd)‏ هو كاتب سيناريو وممثل بريطاني، ولد في 29 أكتوبر 1940 بليدز في المملكة المتحدة.

## أعمال

### أفلام
- (1987) هروب من سوبيبور
- (2008) الإله في المحاكمة

## وصلات خارجية
- جاك شيبرد على موقع IMDb (الإنجليزية)
- جاك شيبرد على موقع ألو سيني (الفرنسية)
- جاك شيبرد على موقع أول موفي (الإنجليزية)
- جاك شيبرد على موقع قاعدة بيانات الأفلام السويدية (السويدية)
- جاك شيبرد على موقع قاعدة بيانات الفيلم (الإنجليزية)
- جاك شيبرد على موقع كينوبويسك (الروسية)